# Марцель Гоч
Марцель Гоч (нім. Marcel Goc; 24 серпня 1983, Кальв, Німеччина) — німецький хокеїст, центральний нападник. Два його рідних брати (Саша Гоч та Ніколай Гоч) також хокеїсти.

## Ігрова кар'єра

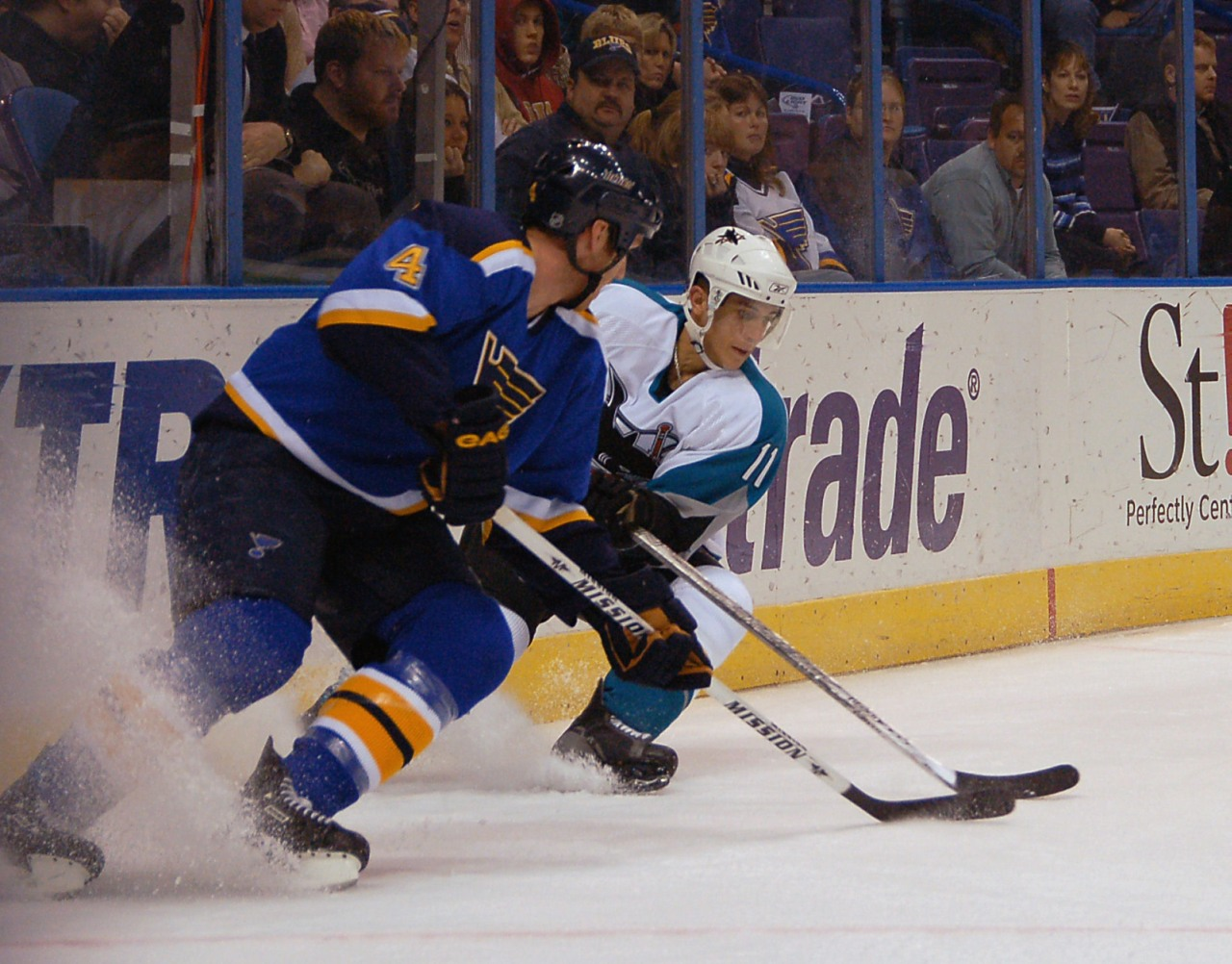
Гоч (у формі «Шаркс») протистоїть Еріку Брюеру

Марцель вихованець клубу «Есслінген», у юнацькому віці (1997 рік) переїхав до клубу «Швеннінгер Вайлд Вінгс». Вже у 16 річному віці дебютує в складі «Швеннінгер Вайлд Вінгс» (Німецька хокейна ліга) та провів за сезон 51 гру, записав до свого активу три гольові передачі. У другому сезоні, нападник набрав 41 очко (13+28), а також потрапив до Драфту НХЛ 2001 року, де під 20-им номером обраний клубом «Сан-Хосе Шаркс». До кінця сезону 2001/02, він переїхав до клубу «Адлер Мангейм», у складі якого стає срібним призером чемпіонату. Гоч відіграв ще один сезон (2002/03) у Мангеймі, а з наступного сезону переїхав до Північної Америки, де відіграв сезон (2003/04) за фарм-клуб «Сан-Хосе Шаркс» у АХЛ «Клівленд Беронс», лише в плей-оф вдіграв п'ять матчів у складі «акул». Свою першу шайбу закинув у ворота «Колорадо Аваланч».
Через локаут у сезоні 2004/05, Марцель знову виступав за фарм-клуб «Клівленд Беронс». На початку сезону 2005/06 стає гравцем основного складу «Сан-Хосе Шаркс», грав здебільшого в третій та четвертій ланці, а також у більшості або меншості. У регулярному чемпіонаті провів 81 матч, набрав 22 очка (8+14), на такому ж рівні провів і наступний сезон  — 78 матчів, 13 очок (5+8). Два сезони поспіль Гоч грав більше 50 матчів за сезон.
У серпні 2009 року, укладає контракт з «Нашвілл Предаторс» та проводить два сезони в його складі, провівши 124 гри у регулярному сезоні, 54 очка (21+33) та шість матчів у плей-оф, одна результативна передача в активі.
1 липня 2011 року, як вільний агент підписав контракт з «Флорида Пантерс». Через локаут у НХЛ, Марцель приєднався до клубу «Адлер Мангейм» у 2012 році та відіграв 18 матчів.
5 березня 2014 року, Гоч уклав угоду з «Піттсбург Пінгвінс». З сезону 2014/15 виступає у складі «Сент-Луїс Блюз», з середини сезону знову виступає за «Піттсбург Пінгвінс».
Ігрову кар'єру завершив виступами за команду «Адлер Мангейм».

## На рівні збірних
Вже у віці 17 років виступав у складі U20 на молодіжному чемпіонаті світу 2000 року. У тому ж році виступав на юніорському чемпіонаті світу в складі U18. Марцель брав участь у наступних двох чемпіонатах світу серед молодіжних команд. 
У складі національної збірної брав участь у чемпіонатах світу 2001, 2003, 2005, 2008, 2010 (капітан), 2012, 2013 та 2016, а також Кубку світу з хокею 2004 року та зимових Олімпійських іграх 2006 року в Турині, 2010 у Ванкувері, срібний призер 2018 року в Південна Кореї.

## Нагороди та досягнення
- Чемпіон Німеччини у складі «Адлер Мангайм» — 2019.[1]

## Статистика

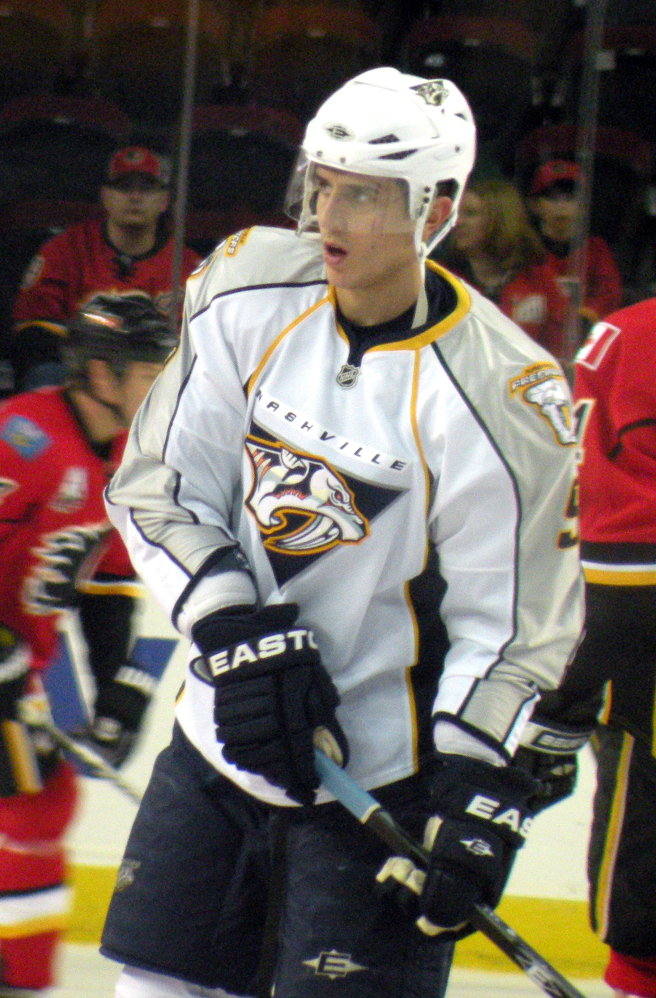
Марцель Гоч у формі Нашвілл Предаторс

| Сезон       | Клуб                   | Ліга        | Регулярний сезон | Регулярний сезон | Регулярний сезон | Регулярний сезон | Регулярний сезон | Плей-оф | Плей-оф | Плей-оф | Плей-оф | Плей-оф |
| Сезон       | Клуб                   | Ліга        | І                | Г                | П                | О                | ШХ               | І       | Г       | П       | О       | ШХ      |
| ----------- | ---------------------- | ----------- | ---------------- | ---------------- | ---------------- | ---------------- | ---------------- | ------- | ------- | ------- | ------- | ------- |
| 1999–00     | Швеннінгер Вайлд Вінгс | DEL         | 51               | 0                | 3                | 3                | 4                | —       | —       | —       | —       | —       |
| 2000–01     | Швеннінгер Вайлд Вінгс | DEL         | 58               | 13               | 28               | 41               | 12               | —       | —       | —       | —       | —       |
| 2001–02     | Швеннінгер Вайлд Вінгс | DEL         | 45               | 8                | 9                | 17               | 24               | —       | —       | —       | —       | —       |
| 2001–02     | Адлер Мангейм          | DEL         | 8                | 0                | 2                | 2                | 0                | —       | —       | —       | —       | —       |
| 2002–03     | Адлер Мангейм          | DEL         | 36               | 6                | 14               | 20               | 16               | 8       | 1       | 2       | 3       | 0       |
| 2003–04     | «Клівленд Беронс»      | АХЛ         | 78               | 16               | 21               | 37               | 24               | —       | —       | —       | —       | —       |
| 2003–04     | Сан-Хосе Шаркс         | НХЛ         | —                | —                | —                | —                | —                | 5       | 1       | 1       | 2       | 0       |
| 2004–05     | «Клівленд Беронс»      | АХЛ         | 76               | 16               | 34               | 50               | 28               | —       | —       | —       | —       | —       |
| 2005–06     | Сан-Хосе Шаркс         | НХЛ         | 81               | 8                | 14               | 22               | 22               | 11      | 0       | 3       | 3       | 0       |
| 2006–07     | Сан-Хосе Шаркс         | НХЛ         | 78               | 5                | 8                | 13               | 24               | 11      | 2       | 1       | 3       | 4       |
| 2007–08     | Сан-Хосе Шаркс         | НХЛ         | 51               | 5                | 3                | 8                | 12               | 4       | 0       | 0       | 0       | 2       |
| 2008–09     | Сан-Хосе Шаркс         | НХЛ         | 55               | 2                | 9                | 11               | 18               | 6       | 0       | 0       | 0       | 2       |
| 2009–10     | Нашвілл Предаторс      | НХЛ         | 73               | 12               | 18               | 30               | 14               | —       | —       | —       | —       | —       |
| 2010–11     | Нашвілл Предаторс      | НХЛ         | 51               | 9                | 15               | 24               | 6                | —       | —       | —       | —       | —       |
| 2011–12     | Флорида Пантерс        | НХЛ         | 57               | 11               | 16               | 27               | 10               | 7       | 2       | 3       | 5       | 0       |
| 2012–13     | Флорида Пантерс        | НХЛ         | 42               | 9                | 10               | 19               | 8                | —       | —       | —       | —       | —       |
| 2013–14     | Флорида Пантерс        | НХЛ         | 62               | 11               | 12               | 23               | 31               | —       | —       | —       | —       | —       |
| 2013–14     | Піттсбург Пінгвінс     | НХЛ         | 12               | 0                | 2                | 2                | 4                | —       | —       | —       | —       | —       |
| 2014–15     | Сент-Луїс Блюз         | НХЛ         | 31               | 1                | 3                | 4                | 4                | —       | —       | —       | —       | —       |
| 2014–15     | Піттсбург Пінгвінс     | НХЛ         | 43               | 2                | 4                | 6                | 4                | 9       | 0       | 1       | 1       | 4       |
| 2015–16     | Адлер Мангейм          | DEL         | 3                | 0                | 0                | 0                | 2                | 3       | 1       | 1       | 2       | 6       |
| 2016–17     | Адлер Мангейм          | DEL         | 38               | 9                | 19               | 28               | 12               | —       | —       | —       | —       | —       |
| 2017–18     | Адлер Мангейм          | DEL         | 42               | 4                | 12               | 16               | 6                | 10      | 1       | 2       | 3       | 0       |
| 2018–19     | Адлер Мангейм          | DEL         | 9                | 0                | 2                | 2                | 4                | 14      | 1       | 3       | 4       | 4       |
| 2019–20     | Адлер Мангейм          | DEL         | 34               | 0                | 5                | 5                | 10               | —       | —       | —       | —       | —       |
| Разом у DEL | Разом у DEL            | Разом у DEL | 342              | 44               | 109              | 153              | 98               | 35      | 4       | 9       | 13      | 10      |
| Разом у НХЛ | Разом у НХЛ            | Разом у НХЛ | 636              | 75               | 113              | 188              | 157              | 63      | 5       | 10      | 15      | 14      |